# Lomtjärnen (Lits socken, Jämtland, 702041-146190)
Lomtjärnen är en sjö i Östersunds kommun i Jämtland och ingår i Indalsälvens huvudavrinningsområde.